# Alexandre Boulerice

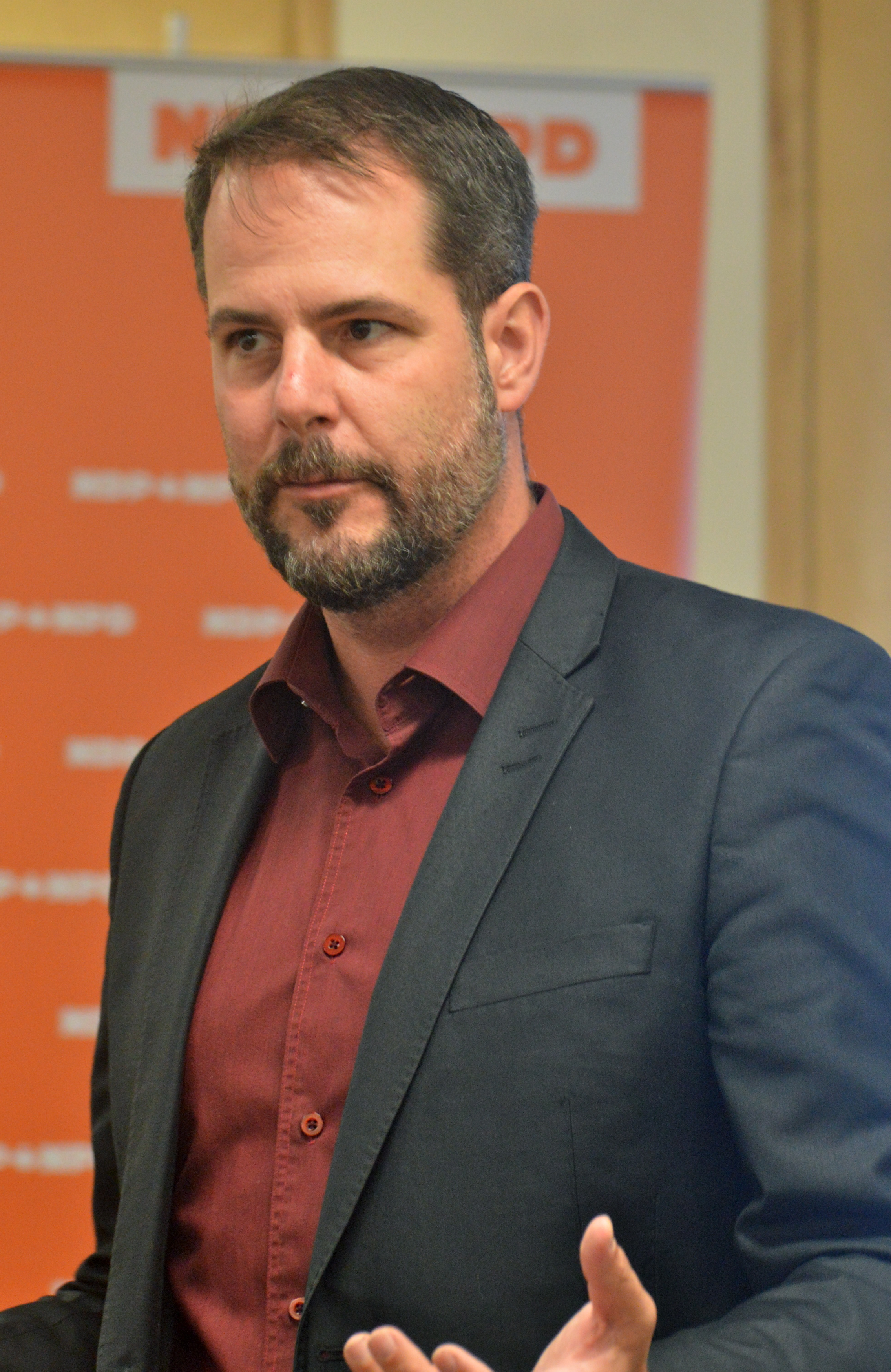
Alexandre Boulerice 2016

Alexandre Boulerice (* 18. Juni 1973 in Saint-Jean-sur-Richelieu, Québec) ist ein kanadischer Politiker und Journalist, der seit 2019 stellvertretender Vorsitzender der Neuen Demokratischen Partei ist. Seit der Wahl zum Unterhaus 2011 vertritt er den Wahlkreis Rosemont–La Petite-Patrie.

## Werdegang
Alexandre Boulerice wurde am 18. Juni 1973 in Saint-Jean-sur-Richelieu geboren. Vor dem Studium arbeitete er für die Stadtverwaltung. Er studierte Soziologie an der Universität Montreal und machte anschließend seinen Master-Abschluss in Politikwissenschaft an der McGill University.
Nach seinem Abschluss arbeitete er als Fernsehjournalist. Boulerice arbeitete für Le Canal Nouvelles (LCN) und TVA. Während er als Journalist arbeitete, diente er als Vizepräsident von ihm Ortsverband der Gewerkschaft, der Canadian Union of Public Employees (CUPE). Boulerice engagierte sich auch in einer Gemeindegruppe (UTTAM), die sich für die Rechte verletzter Arbeiter einsetzte.

## Föderal-Politik
Alexandre Boulerice ist seit Ende der 1990er Jahre aktives Mitglied der Neue Demokratische Partei (NDP). Er kandidierte erstmals bei den Wahlen zum Unterhaus 2008 und belegte mit 16,26 Prozent der Stimmen den dritten Platz hinter dem Abgeordneten des Bloc Québécois, Bernard Bigras.
Bei den Wahlen zum Unterhaus am 2. Mai 2011 erhielt die NDP mehr als dreißig Prozent der Stimmen, was 103 Mandaten im Unterhaus entspricht, von denen mehr als die Hälfte (neunundfünfzig) aus Quebec stammen. Dieser Durchbruch wurde im Volksmund als „Orange Crush“ (nach einem gleichnamigen Erfrischungsgetränk) bekannt. Boulerice besiegte den amtierenden Abgeordneten Bernard Bigras leicht mit fast 10.000 Stimmen. 2015 wurde er mit über 14.000 Stimmen wiedergewählt.
Nachdem Thomas Mulcair 2016 das Vertrauen der Partei verloren hatte, gehörte Boulerice zu den potenziellen Kandidaten für den Parteivorsitz. CBC TV zitierte Boulerice einige Tage nach dem Parteitag mit den Worten, es sei „zu früh“, um zu entscheiden, ob er kandidieren solle. Schließlich entschied er sich dafür, Peter Julian für die Führung der Neuen Demokratischen Partei zu unterstützen. Später zog Peter Julian seine Kandidatur zurück und unterstützte Jagmeet Singh.
Boulerice wurde bei den Unterhauswahlen 2019 wiedergewählt. Er wurde 2021 erneut wiedergewählt und besiegte die Eishockeyspielerin Nancy Drolet, die Liberale Kandidatin.

### Canada Post
Im Dezember 2013 kündigte der Vorstand der Canada Post den Abbau von 6000 bis 8000 Stellen an. Boulerice war einer der ersten, der sich den Kürzungen widersetzte, indem er umgehend eine Petition startete. Er beendete seine Kampagne mit der Vorlage eines Forschungsberichts, der die Auswirkungen der Beendigung der Postzustellung von Haus zu Haus auf Senioren und Menschen mit Behinderungen untersuchte.

### Vimy-Ridge-Kommentare
Am 10. April 2007 schrieb Boulerice in einem Blog der linken Politik in Quebec, in dem er diejenigen lobte, die Einwände gegen Kanadas Teilnahme am Ersten Weltkrieg erhoben und sich aktiv dagegen wehrten, und erklärte, es sei „ein rein kapitalistischer Krieg auf dem Rücken der Arbeiter und Bauern“. Der Erste Weltkrieg war in Quebec nicht beliebt, und die Französische Kanadier waren entschieden gegen die Wehrpflicht, was eine politische Krise verursachte. Boulerice kritisierte weiter die Feier der Schlacht bei Vimy und sagte, dass „thousands of poor fellows were slaughtered to take possession of a hill“.